# Episodi de Le avventure di Black Stallion (seconda stagione)
La seconda stagione della serie televisiva Le avventure di Black Stallion è stata trasmessa in anteprima in Canada dalla YTV tra il 1º settembre 1991 e il 23 febbraio 1992.
| nº | Titolo originale     | Titolo italiano | Prima TV Canada   | Prima TV Italia |
| -- | -------------------- | --------------- | ----------------- | --------------- |
| 1  | Barn Burner          |                 | 1º settembre 1991 |                 |
| 2  | Diamonds             |                 | 15 settembre 1991 |                 |
| 3  | Chateau Sauvage      |                 | 22 settembre 1991 |                 |
| 4  | Killer Stallion      |                 | 29 settembre 1991 |                 |
| 5  | Machine Rider        |                 | 8 settembre 1991  |                 |
| 6  | The Alhambra Zarr    |                 | 6 ottobre 1991    |                 |
| 7  | Almost Home          |                 | 13 ottobre 1991   |                 |
| 8  | Deadliest Bidder     |                 | 20 ottobre 1991   |                 |
| 9  | Blackout             |                 | 27 ottobre 1991   |                 |
| 10 | Detour               |                 | 3 novembre 1991   |                 |
| 11 | Island Stallion      |                 | 10 novembre 1991  |                 |
| 12 | Ostracized           |                 | 17 novembre 1991  |                 |
| 13 | Black Spirit         |                 | 24 novembre 1991  |                 |
| 14 | Free Will            |                 | 1º dicembre 1991  |                 |
| 15 | Hard Road Home       |                 | 8 dicembre 1991   |                 |
| 16 | The Arkansas Twister |                 | 15 dicembre 1991  |                 |
| 17 | Fatal Heart          |                 | 22 dicembre 1991  |                 |
| 18 | Ticket to Ride       |                 | 29 dicembre 1991  |                 |
| 19 | Deadwood Kid         |                 | 5 gennaio 1992    |                 |
| 20 | Horse of the Year    |                 | 12 gennaio 1992   |                 |
| 21 | If the Shoe Fits     |                 | 19 gennaio 1992   |                 |
| 22 | Code of Silence      |                 | 26 gennaio 1992   |                 |
| 23 | Black Tide           |                 | 2 febbraio 1992   |                 |
| 24 | Going, Going, Gone   |                 | 9 febbraio 1992   |                 |
| 25 | The Incredible Ride  |                 | 16 febbraio 1992  |                 |
| 26 | Ties That Bind       |                 | 23 febbraio 1992  |                 |